# Ras Adżdir
Ras Adżdir (arab. ‏راس اجدير‎, ang. Ras Ajdir) – miejscowość w północno-zachodniej Libii, w gminie An-Nukat al-Chams, w Trypolitanii nad Morzem Śródziemnym. W miejscowości znajduje się przejście graniczne z Tunezją. 
W sierpniu 2011 granica pomiędzy państwami została zamknięta, co było spowodowane napływem uchodźców z Libii i towarzyszącymi temu zamieszkami pomiędzy zwolennikami a przeciwnikami Mu’ammara al-Kaddafiego. Granica została ponownie otwarta 20 sierpnia.